# Patti Drew
Patti Drew (Charleston, Carolina del Sur, 29 de diciembre de 1944-16 de junio de 2025) fue una cantante de música pop estadounidense que alcanzó un breve éxito a finales de la década de 1960.

## Biografía
Drew se crio en Nashville, Tennessee, y en Evanston, Illinois, donde cantaba en la iglesia con sus hermanas, Lorraine y Erma. La madre de Drew trabajaba para un promotor de Capitol Records, que escuchó a Drew y a sus hermanas cantar en un servicio religioso y fichó al grupo como las Drew-Vels. Primero grabaron "Tell Him", que fue escrita por Carlton Black (y no debe confundirse con "Tell Him" de The Exciters) y contó con la participación de Black en el disco cantando el bajo. El sencillo de lanzamiento fue un éxito local de pop y R&B en 1964 y rozó la parte baja de la lista de pop del "Billboard" ese mismo año. Dos singles de seguimiento también en 1964 lo hicieron bien en Chicago, "It's My Time" y "I've Known". En 1965 el grupo se había disuelto.
Drew firmó como artista en solitario con Quill Records en 1965 y poco después pasó a Capitol, publicando una nueva grabación de "Tell Him". Publicó cuatro álbumes antes de dejar la industria en 1971, aunque grabó un único sencillo en 1975 y cantó localmente en Evanston en el grupo Front Line en la década de 1980.

## Discografía

### Álbumes
- Tell Him (Capitol, 1967)
- Workin' On a Groovy Thing (Capitol, 1968)
- Wild Is Love (Capitol, 1969) U.S. R&B #49[3]
- I've Been Here All the Time (Capitol, 1969)

| Año   | Título                                                                                    | Posiciones de gráfico  | Posiciones de gráfico      |
| Año   | Título                                                                                    | cartelera caliente 100 | Solteros de R&B de EE. UU. |
| ----- | ----------------------------------------------------------------------------------------- | ---------------------- | -------------------------- |
| 1964  | "Tell Him" ("Díselo") (Los Drew-Vels)                                                     | 90                     | --                         |
| 1967  | "Tell Him"                                                                                | 85                     | 22                         |
| 1968  | " Hard to Handle " ("Difícil de manejar")                                                 | 93                     | 40                         |
| 1968  | "Workin' On a Groovy Thing" ("Trabajando en algo maravilloso")                            | 62                     | 34                         |
| 1969  | "The Love That a Woman Should Give to a Man" (El amor que una mujer debe dar a un hombre) | 119                    | 38                         |
| 1969? | "Hundred of Guys" ("Cientos de chicos")                                                   | -                      | -                          |
| 1969? | "Keep on Movin" ("Mantente en movimiento")                                                | -                      | -                          |
| 1969? | "My Lover's Prayer" ("La oración de mi amante")                                           | -                      | -                          |